# RPK-74
De RPK-74 (Russisch: РПК, Ручной Пулемёт Калашникова; Roetschnoj Poelemjot Kalasjnikova) is een licht machinegeweer dat ontworpen werd in 1959. De RPK is afgeleid van het succesvolle aanvalsgeweer AK-47. De RPK is eveneens door de maker van de AK-47 geproduceerd, Michail Kalasjnikov. De RPK werd begin jaren 60 in gebruik genomen door het leger van de Sovjet-Unie. Het wapen wijkt niet erg veel af van het normale AK-47-model aan de buitenkant, de enige uiterlijke wijziging is een uitklapbare tweepoot. Hoewel het wapen erg succesvol was, was er ook een technische fout: door de vaste loop kon het wapen na meer dan 75 schoten per minuut oververhit raken, waar andere wapens meestal meer dan 200 schoten per minuut kunnen behalen.